# White van man challenge
De white van man challenge is een uitdaging waarin het Britse autoprogramma Top Gear drie bestelwagens koopt en test welke de beste is. De uitdaging werd in aflevering 8 van seizoen 8 uitgezonden.
Jeremy Clarkson kocht een Ford Transit 2.5 diesel voor £ 800 (met bedrijfsnaam Top Gear Furriers LTD in plaats van Top Gear Courriers LTD), James May een LDV Convoy met dezelfde motor als de Transit en Richard Hammond een Suzuki Super Carry.

## Dragrace
De bestelwagens houden een dragrace van 1/4 mijl. Hammond wint overtuigend, Clarkson wordt nipt tweede hoewel hij met dezelfde motor als die van May rijdt, maar de Transit was iets lichter.

## Transport
Ieder krijgt ongeveer dezelfde hoeveelheid van allerlei zaken (borden, schilderijen, matrassen...) en een illegale immigrant ter beschikking. De bedoeling is dat ze hun bestelwagen zo snel en efficiënt mogelijk inladen, een paar honderd meter rijden en daar zo snel mogelijk uitladen. May is de eerste die volgeladen vertrekt, maar Clarkson is niet veel achter hem. Hij parkeert vlak achter May zodat die niet direct kan uitladen en Clarkson wint. May wordt tweede en Hammond laatst.

## Bumperkleven
Een Ford Mondeo wordt uitgerust met een laser om af te kunnen lezen op een laptop hoe groot de afstand tussen de voertuigen is. Hammond haalt 1,034 cm, Clarkson 10,5 cm en May kan de Mondeo niet bijhouden.

## Voordeur vervangen
Ieder moet de voordeur van zijn bestelwagen vervangen. Clarkson is de eerste, maar zijn deur is vastgekleefd met ducttape, Hammond is tweede en May kan het niet binnen de tijd.

## Veiligheid
Een inbreker krijgt 1 minuut om in te breken in de bestelwagens. Bij Hammond lukt het niet binnen de minuut, bij May lukt het in 34 seconden en bij Clarkson in 10 seconden.

## Achtervolging
De bestelwagens moeten zo lang mogelijk voor The Stig in een Opel Astra 1.6 diesel blijven op het circuit. Ze krijgen 20 seconden voorsprong. Clarkson kan net geen ronde doen, May houdt het tot na de bocht Hammerhead en Hammond valt om in de eerste bocht.

## Eindstand
| Naam                                   | Dragrace | Inladen | Veiligheid | Bumperkleven | Voordeur | Achtervolging | Totaal      |
| -------------------------------------- | -------- | ------- | ---------- | ------------ | -------- | ------------- | ----------- |
| Jeremy Clarkson in Ford Transit        | 2        | 3       | 1          | - 6          | 2        | 3             | 10,5        |
| Richard Hammond in Suzuki Suzuki Carry | 3        | 1       | 3          | 9            | 3        | 1             | 20          |
| James May in LDV Convoy                | 1        | 2       | 2          | - 4.000.000  | 0        | 2             | - 3.999.993 |

Er konden bonuspunten verdiend worden door reacties op een advertentie in de krant voor transport met hun bestelwagen. Hammond krijgt 1 reactie, de rest krijgt geen reacties.
Bij de eerste 3 tests en de vervanging van de deur krijgt de winnaar 3 punten, de 2de 2 punten en de laatste 1 punt. Bij het bumperkleven krijg je een punt voor elke centimeter onder 10 centimeter,
British Leyland did make some good cars after all challenge · Can Grannies do donuts? · Italian mid-engined supercars for less than a second-hand Mondeo challenge · Make a police car for a lot less money than the real police spend on their cars challenge · Top Gear vs The Germans · Where is the best driving road in the world? · White van man challenge · Winter Olympics · Winter Olympics Suzuki Swift Car Icehockey Cha · Winter Olympics Ski Slash Car Jumping Champio